# 抱茎菝葜
抱茎菝葜（学名：Smilax ocreata），又名耳葉菝葜，为百合科菝葜属下的一个种。

## 扩展阅读
- 維基物種上的相關：抱茎菝葜